# Færøernes Kommando

Die Radarstation auf dem Sornfelli diente bis 2012 nicht nur der NATO als Frühwarnsystem, sondern auch der Flugsicherung in der zivilen Luftfahrt.

Das Færøernes Kommando (ISCOMFAROES) umfasste die für die autonomen Färöer-Inseln zuständigen dänischen Militäreinheiten. Es wurde in seiner ursprünglichen Form 1961 eingerichtet. Die Färöer selbst unterhalten keine eigene Armee und die Bürger unterliegen nicht der dänischen Wehrpflicht. Letzter Kommandeur war Per Starklint. Zum 31. Oktober 2012 wurde das Kommando gemeinsam mit Grønlands Kommando zugunsten des neugebildeten Arktisk Kommando (Arktisches Kommando) mit Sitz in Nuuk (Grönland) aufgelöst. In Tórshavn befindet sich als militärische Dienststelle seitdem das Forbindelseselement Færøerne (FEF) (Verbindungsstelle Färöer).

## Ausrüstung
Das Færøernes Kommando verfügte über vier Fischereischutzboote der Thetis-Klasse, Lynx-Hubschrauber, Challenger-Fischereischutzflugzeuge und C-130J Hercules-Transportflugzeuge.

## Aufgaben
Das Kommando überwachte die Zwölf-Meilen-Zone der Färöer sowie die 200-Meilen-Fischereischutzzone und verfügte über Einrichtungen zur Seenotrettung. Es konnte von den Färöer zur Unterstützung der eigenen Polizei angefordert werden. Zusätzlich wurde der Stützpunkt Mjørkadalur auf der Hauptinsel Streymoy unterhalten, der als Kommandozentrale einer Radaranlage auf dem Sornfelli diente.